# Alaria (animal)
Cet article concerne le genre de vers trématodes. Pour le genre d'algues brunes, voir Alaria (algue).
Genre
Alaria est un genre de petit ver parasite microscopique, trématode (plathelminthe non segmenté) de la famille des Diplostomidae.
Au stade final, Alaria alata est un parasite dangereux pour l'homme (invasif et perforant) qui peut s'enkyster dans les muscles, et qui a été trouvé chez divers hôtes animaux, mais on suppose que des carnivores tels que le renard sont l'hôte final.
Les espèces de ce genre sont encore mal connues. 

## Risques sanitaires et zoonotique
Certaines (ex Alaria spp) sont sources de zoonoses en passant d'une espèce chassée à l'homme (via consommation de cuisses de grenouille,. ou de sanglier par exemple ; ainsi « àl’occasion de récentes analyses effectuées en laboratoire, des viandes de sangliers abattus dans la zone de Vigneulles-les-Hattonchatel (55210) ont été trouvées infestées par des vers parasites de l’espèce Alaria alata ».

De très nombreuses espèces de Trématodes ont été décrites dans la littérature, mais en général ce sont des découvertes isolées. Alaria alata est un ver plat dont les larves microscopiques s’enkystent dans les muscles des sangliers contaminés. Les carnivores sauvages et domestiques sont les hôtes définitifs du ver adulte, de très petite taille (moins de 1 mm). Celui-ci vit dans leur tube digestif et expulse des œufs qui sont éliminés dans le milieu extérieur avec les fèces du carnivore-hôte. Ces œufs sont ensuite absorbés par les hôtes intermédiaires habituels du parasite, qui sont des mollusques aquatiques et des batraciens (grenouilles).
Le sanglier ou l'Homme sont des hôtes intermédiaires exceptionnels mais possibles, quand ils ingèrent accidentellement des produits animaux parasités par des larves d’Alaria alata (la contamination pouvant être massive, jusqu’à plusieurs centaines de vers ingérés), ces dernières migrent dans les muscles et autres organes (poumons, centres nerveux, etc.). 

## Sécurité sanitaires
La cuisson à cœur les viandes de sangliers ou carnivores tués à la chasse tue les larves d’Alaria alata (ou de trichines). En France, toute carcasse de sanglier mise sur le marché doit être identifiée, traçable et soumise, préalablement à sa commercialisation, à un dépistage de trichines (en laboratoire, financé par celui qui vend la viande). Une recherche d'Alaria alata peut aussi être faite à ce moment (avec incinération à l’équarrissage des carcasses éventuellement parasitées).

## En France
Chez le renard (bien suivi car pouvant être porteur d'échinocoques, seules deux espèces de plathelminthes non segmentés sont assez souvent signalées : Cryptocotyle lingua et Alaria alata (3 à 6 mm de long x 1 à
1,5 mm de large), aux glandes vitellogènes situées en avant du corps, doté de deux pseudo-ventouses et d'un organe tribocytique elliptique. ce parasite effectue son cycle indirect par trois hôtes intermédiaires qui sont des escargots d'eau Planorbidés du genre Anisus chez lesquels la larve (miracidium, puis sporocyste puis cercaire) se développe avant de  parasiter un vertébré (poisson, amphibien) chez lequel elles se métamorphosent en mésocercaires lesquels deviennent un parasite adulte chez un petit rongeur qui mange le poisson ou le batracien-hôte. Quand le rongeur est mangé par un carnivore (chien, chat, vison ou renard...) le ver adulte s'y développe et pond. (Debes, 1985), mais qui semblent bien moins fréquents que les Nématodes et les Cestodes.

## Liste d'espèces
Ce genre comprend les espèces suivantes :
- Alaria alata (Goeze, 1782)
- Alaria americana Hall & Wigdor, 1918
- Alaria arisaemoides Augustine & Uribe, 1927
- Alaria asoviensis (Skrjabin, 1923)
- Alaria canis La Rue & Fallis, 1934
- Alaria freundi Sprehn, 1932
- Alaria intermedia (Olivier & Odlaug, 1938)
- Alaria marcianae (La Rue, 1917)
- Alaria minnesotae Chandler, 1954
- Alaria minuta Chandler & Rausch, 1946
- Alaria oregonensis La Rue & Barone, 1927
- Alaria robusta Verma, 1936